# Brotogeris pyrrhoptera
Brotogeris pyrrhoptera là một loài chim trong họ Psittacidae.